# 黄冕站
黄冕站是位于广西壮族自治区柳州市鹿寨县黄冕乡的一个铁路车站，邮政编码545618。车站建于1939年，有湘桂铁路经过该站，现仅办理货运，不办理客运业务，车站及其上下行区间均未电气化。车站距离衡阳站459公里，隶属南宁铁路局，是四等站。